# Drosophila dianensis
Drosophila dianensis är en tvåvingeart som beskrevs av Jian-jun Gao och Hide-aki Watabe 2003. Drosophila dianensis ingår i släktet Drosophila och familjen daggflugor.

## Utbredning
Artens utbredningsområde är provinsen Yunnan i Kina.

## Etymologi
Artens namn refererar till det historiska Dianriket som fanns i området där arten först hittades.